# Jean-Claude Dreyfus
Jean-Claude Dreyfus (ur. 18 lutego 1946 roku w Paryżu) – francuski aktor filmowy.

## Filmografia
- 1974: Jak odnieść sukces, gdy jest się głupkiem i mazgajem (Comment réussir... quand on est con et pleurnichard) jako Krzyż kredens z kabaretu
- 1976: Cienie aniołów (Schatten der Engel) jako Karzeł
- 1977: Portret Doriana Gray'a (Le Portrait de Dorian Gray) jako Kaznodzieja
- 1978: Cukier (Le Sucre) jako Mimine
- 1978: Ty mnie trzymasz, ja cię trzymam za bródkę (Je te tiens, tu me tiens par la barbichette) jako
- 1979: Heroiny zła (Les Héroïnes du mal) jako Bini
- 1981: Chodźmy dzieci (Allons z'enfants) jako kapitan Maryla
- 1982: Raptus (Le Marginal) jako transwestyta
- 1983: A stawką jest śmierć (Le Prix du danger) jako Bertrand
- 1984: Ulica barbarzyńców (Rue Barbare)
- 1984: W matni (Canicule) jako Le Barrec
- 1984: Nasza historia (Notre histoire) jako Sąsiad
- 1986: Białe i czarne (Black Mic Mac)
- 1990: Są dni i księżyce (Il y a des jours... et des lunes) jako Człowiek odpowiedzialny za wypadek
- 1991: Wszystkie poranki świata (Tous les matins du monde) jako ojciec Mathieu
- 1991: Delicatessen (Delicatessen) jako Clapet (za tę rolę otrzymał nominację do nagrody Cezara)
- 1992: Ucieczka (La Fille De L'Air) jako Marcel
- 1992: Głos (La Voix) jako szef służby hotelowej
- 1995: Miasto zaginionych dzieci (La Cité des enfants perdus) jako Marcello
- 1995: Majowy wieczór (En mai, fais ce qu'il te plaît) jako Daniel
- 1996: Przygody Pinokia (The Adventures of Pinocchio) jako Foreman
- 1996–97: Niezwykłe wydanie (Tiré a part) jako Georges Récamier
- 2001: Angielka i książę (L’Anglaise et le duc) jako Filip Orleański
- 2003: Śliczna Rita, patronka spraw beznadziejnych (Lovely Rita, sainte patronne des cas désespérés) jako Antykwariusz
- 2004: Bardzo długie zaręczyny (Un Long dimanche de fiançailles) jako Komendant Lavrouye
- 2004: Dwaj bracia (Deux frères) jako Eugene Normandin
- 2007: Kocham kino (Chacun son cinéma ou Ce petit coup au coeur quand la lumière s'éteint et que le film commence) – segment "Cinéma érotique" jako mąż
- 2007: La Fontaine: Wyzwanie (Jean de La Fontaine - Le défi) jako pan de Chateauneuf